# Passerina
Genre
Le genre Passerina regroupe des oiseaux de la famille des Cardinalidae (les cardinaux).

## Description
Les mâles montrent des couleurs vives lors de la saison de reproduction ; le plumage des femelles et des oiseaux jeunes est plus mat. Ces oiseaux font deux mues dans l'année ; les mâles sont généralement moins colorés en hiver. Ils ont une petite queue et des pattes minces et courtes.
Ils mangent principalement des graines en hiver et des insectes en été.

## Liste des espèces
D'après la classification de référence (version 2.2, 2009) du Congrès ornithologique international (ordre phylogénique) :
- Passerina caerulea – Guiraca bleu
- Passerina cyanea – Passerin indigo
- Passerina amoena – Passerin azuré
- Passerina versicolor – Passerin varié
- Passerina ciris – Passerin nonpareil
- Passerina rositae – Passerin à ventre rose
- Passerina leclancherii – Passerin arc-en-ciel